# Флаг Балтимора
На флаге города Балтимор изображён «Памятник битвы», который также изображён на городской печати.
Памятник стоит  на площади бывшего здания суда колониальной эпохи в Балтиморе, вдоль  Норд-Калверт-стрит, между Ист-Лексингтон-стрит на севере и Ист-Фейет-стрит на юге. Здание суда города и округа Балтимор было построено на участке западнее от этого места, через Калверт-стрит, в 1805 году.
Мемориал был воздвигнут в память о солдатах и офицерах, павших при защите города во время битвы при Балтиморе в ходе британо-американской войны 1812 года и бомбардировки форта МакГенри с 12 по 14 сентября 1814 года.
Через год после нападения на Балтимор, 12 сентября 1815 года (ныне этот день ежегодно отмечается, как День защитника и является официальным праздником города и округа Балтимор и штата Мэриленд) был заложен краеугольный камень в основание будущего памятника. Монтажные работы были завершены в 1822 году, семь лет спустя.
Автором проекта был французский архитектор-эмигрант Максимилиан Годфруа. В 1827 году рисунок с мемориалом был помещен в качестве центральной фигуры с датой основания города на новый овал официальной городской печати.
В XX веке изображение монумента на городском флаге было помещено поверх черно-золотого орнамента, такого же, как на Большой печати штата Мэриленд. Флаг Балтимора, вместе с флагами США и Мэриленда, ныне вывешен на всех общественных зданиях города и многих частных объектах.
Поле флага окрашено в цвета рода Калвертов: черный и жёлто-золотой (иногда оранжевый); эти цвета и орнамент, которые также изображены в первой и четвертой четвертях флага Мэриленда, заимствованы с герба британского рода Калверт-Кроссленд, представители которого носили титул баронов Балтимора.
Флаг Балтимора описывается в геральдике следующим образом: разделённые по диагонали шесть золотистых и соболиных широких линий, с чёрным щитом в центре, щит обрамлен золотой канвой и содержит серебряное изображение «Памятника битвы» в Балтиморе. На рассмотрение комиссии были представлены два других проекта; оба включали в себя мемориал и герб Калвертов.
Респонденты опроса 2004 года, спонсируемого Североамериканской вексиллологической ассоциацией, оценили флаг города Балтимора в 7,46 баллов по 10-балльной шкале, что сделало его 18-м лучшим флагом американского города в обзоре 150 флагов американских городов.